# Balneário Camboriú
Balneário Camboriú is een gemeente in de Braziliaanse deelstaat Santa Catarina. De gemeente telt 135.268 inwoners (schatting 2017).
De plaats ligt aan de Atlantische Oceaan.

## Aangrenzende gemeenten
De gemeente grenst aan Camboriú, Itajaí en Itapema.

## Verkeer en vervoer
De plaats ligt aan de noord-zuidlopende weg BR-101 tussen Touros en São José do Norte.

## Galerij

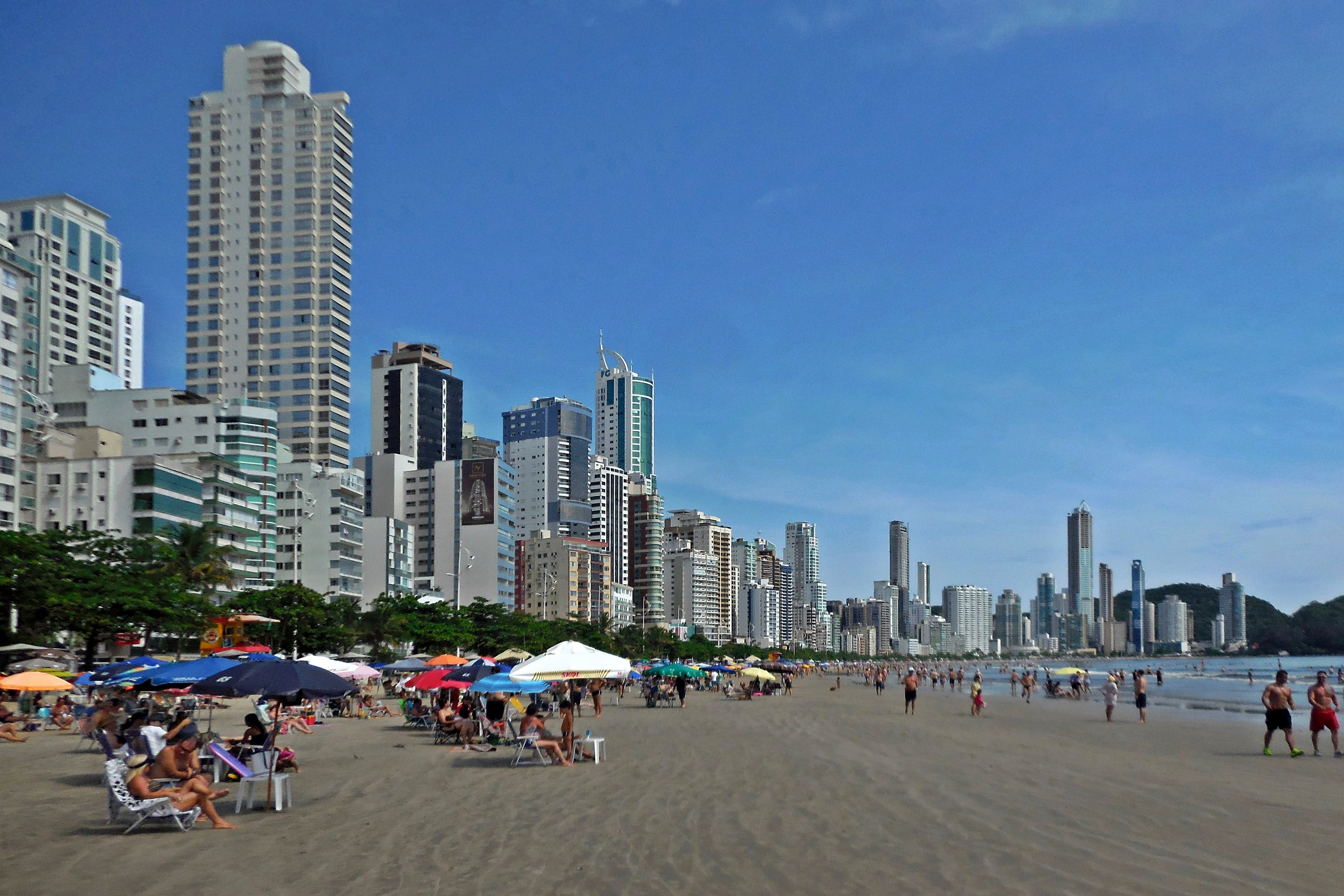
Het strand Praia Central
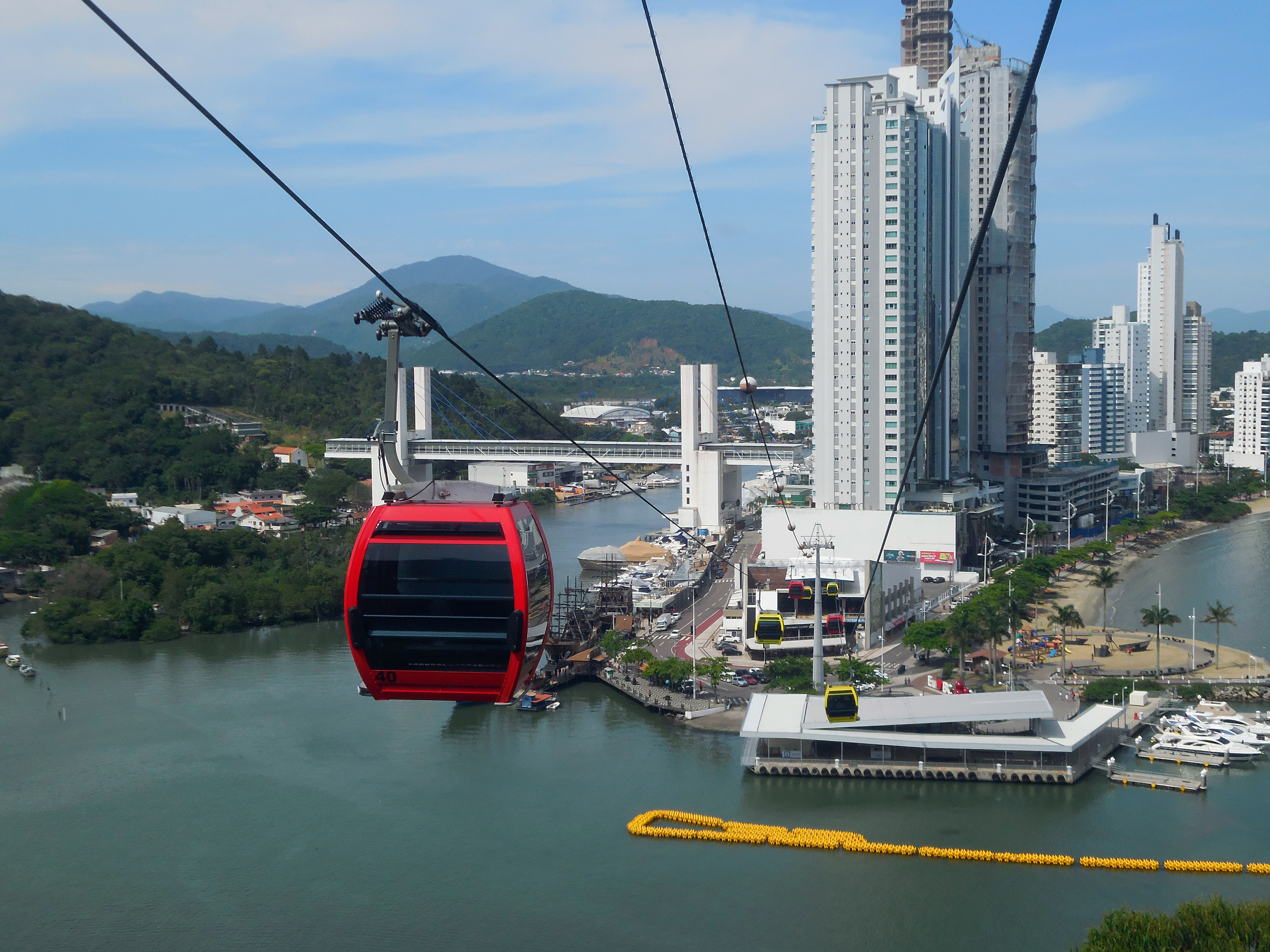
Kabelbaan van Parque Unipraias
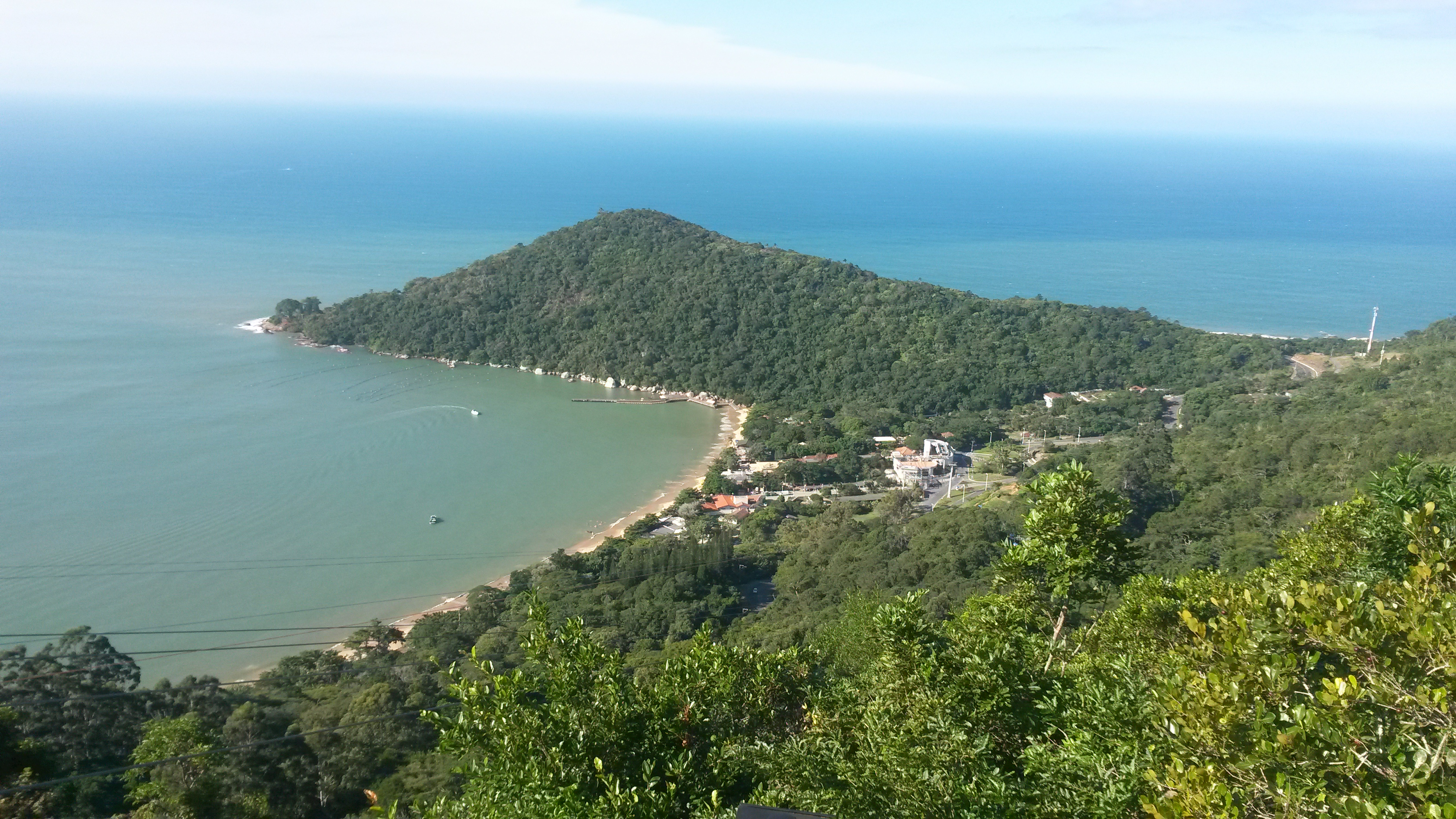
Het strand Praia de Laranjeiras
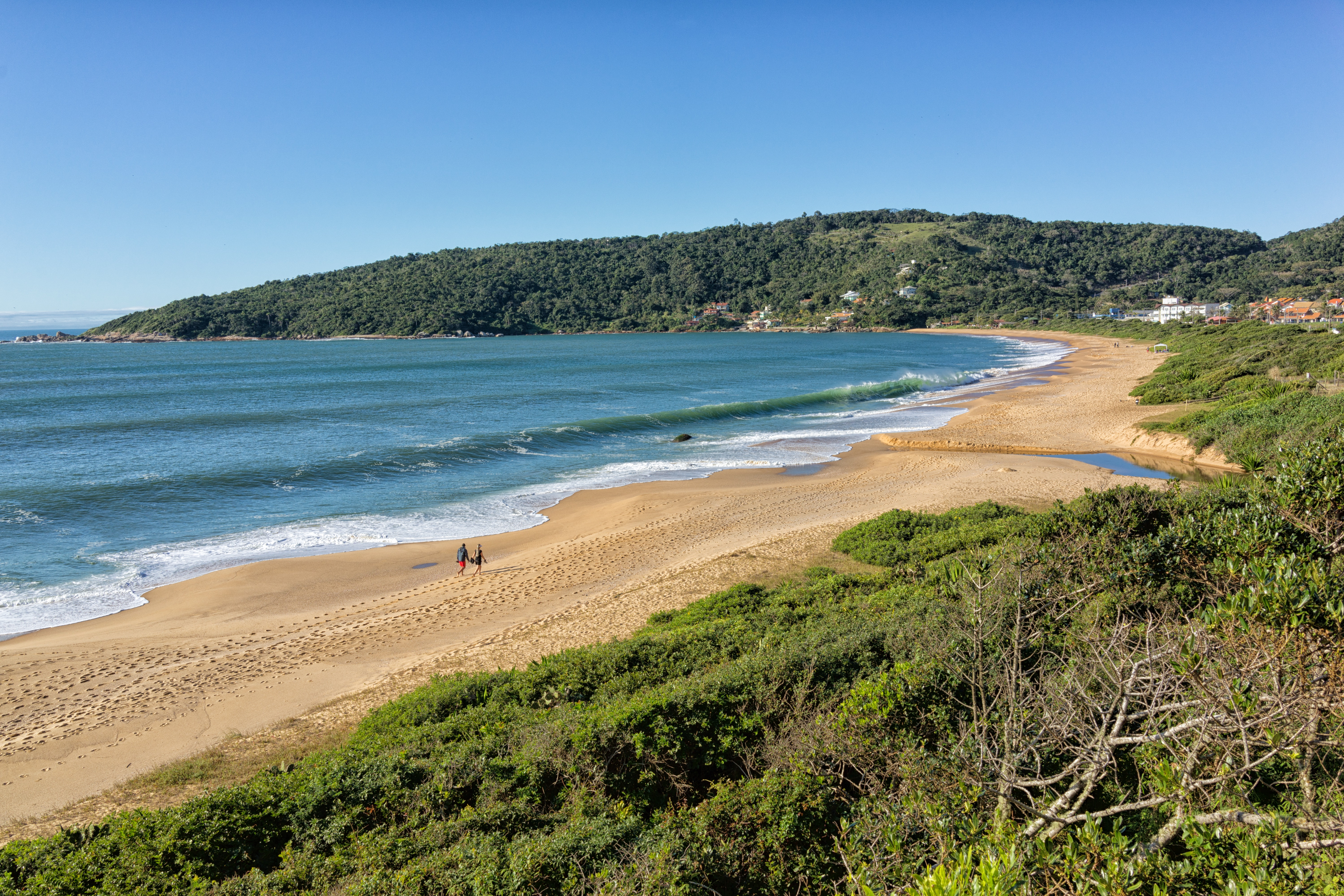
Het strand Praia de Taquaras
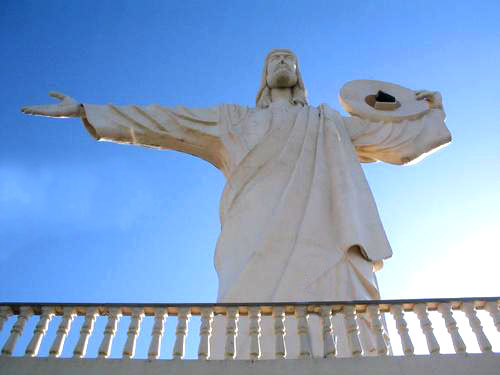
Cristo Luz, Christusbeeld met zonneschijf
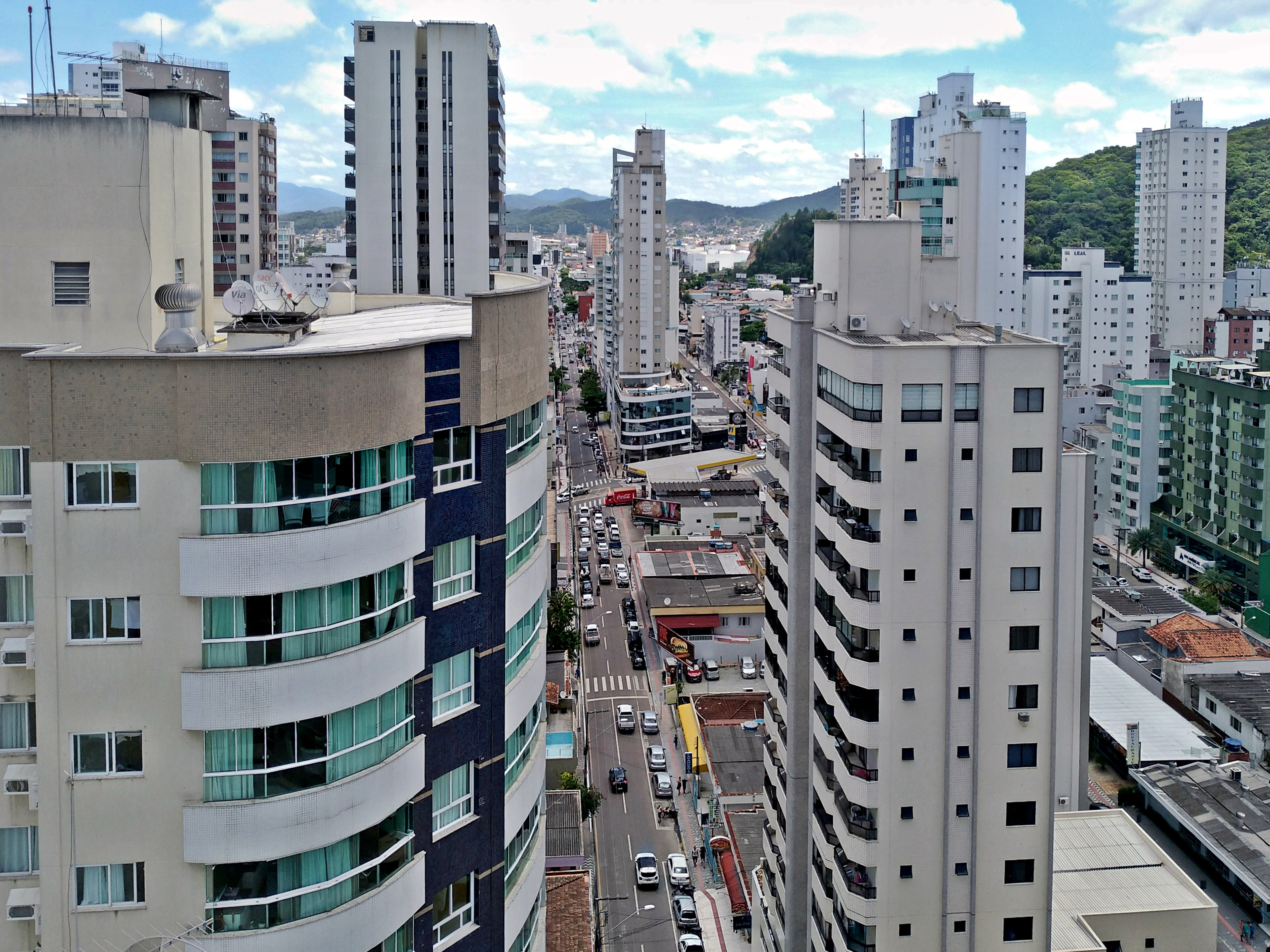
Hoogbouw aan de hoofdstraat Avenida Alvin Bauer
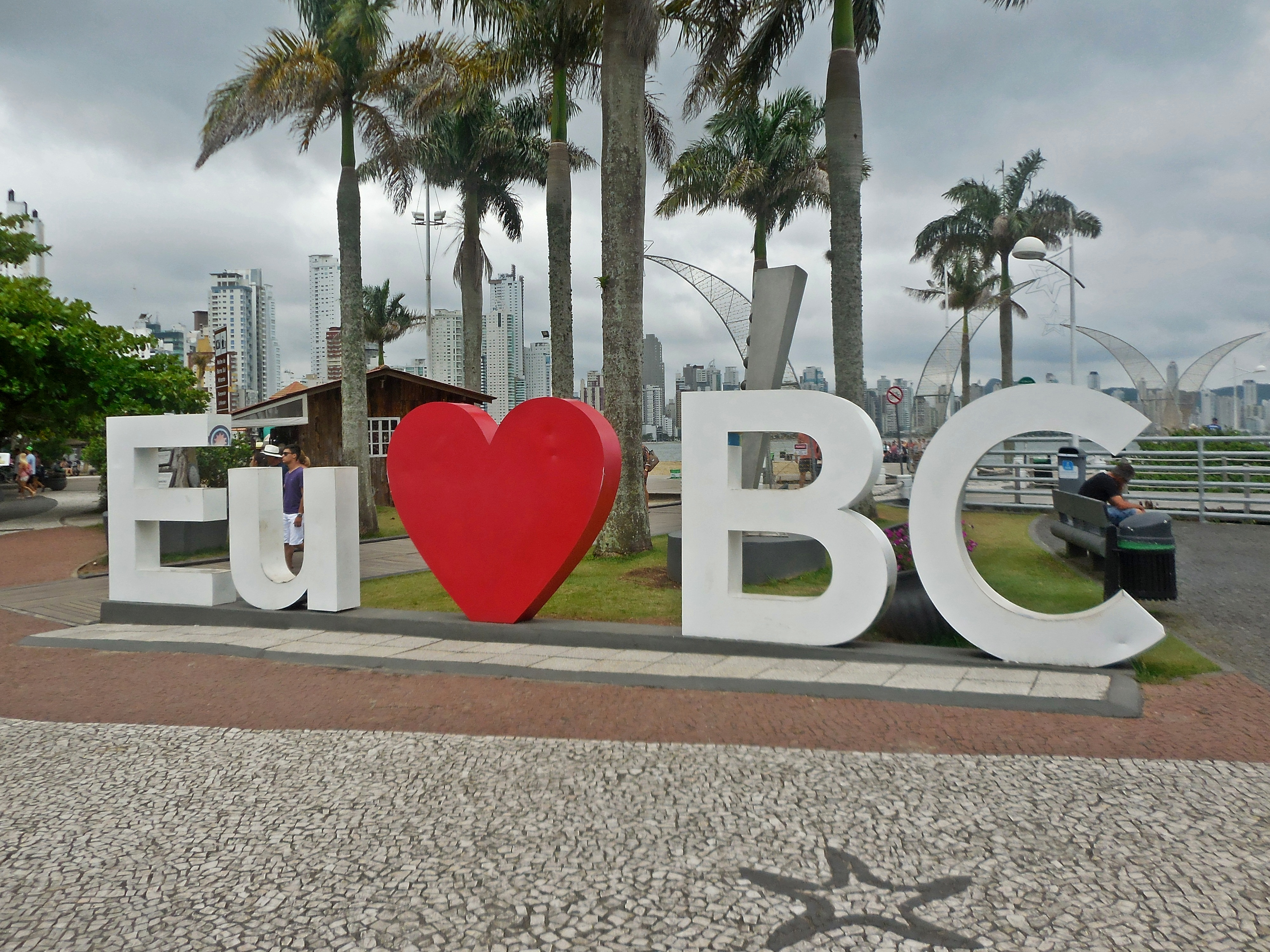
Eu amo BC